# Rhein-Weser-Express
| ehemaliger Zuglauf nur bis Düsseldorf | |                                                 |                                   |
| Kursbuchstrecke (DB): | 370 (Minden–Bielefeld) 400 (Bielefeld–Hamm) 415.1/2 (Hamm–Düsseldorf) 485 (Düsseldorf–Neuss) 495 (Neuss–Köln) 465 (Köln–Köln/Bonn Flughafen) |                                                 |                                   |
| Streckenlänge: | 280 km |                                                 |                                   |
| Streckengeschwindigkeit: | 160 km/h |                                                 |                                   |
| | |                                                 |                                   |
| Bundesland: | Nordrhein-Westfalen |                                                 |                                   |
| Verlauf | |                                                 |                                   |
| \| \| 280 \| Minden (Westf) ⊙ \| ICE, IC \| \| \| 274 \| Porta Westfalica ⊙ \| Porta Westfalica ⊙ \| \| \| 265 \| Bad Oeynhausen ⊙ \| IC \| \| \| 259 \| Löhne (Westf) ⊙ \| Löhne (Westf) ⊙ \| \| \| 249 \| Herford ⊙ \| ICE, IC \| \| \| 235 \| Bielefeld Hbf ⊙ \| ICE, IC \| \| \| 217 \| Gütersloh Hbf ⊙ \| ICE, IC \| \| \| 208 \| Rheda-Wiedenbrück ⊙ \| Rheda-Wiedenbrück ⊙ \| \| \| 198 \| Oelde ⊙ \| Oelde ⊙ \| \| \| 189 \| Neubeckum ⊙ \| Neubeckum ⊙ \| \| \| 179 \| Ahlen (Westf) ⊙ \| Ahlen (Westf) ⊙ \| \| \| 171 \| Hamm-Heessen⊙ \| Hamm-Heessen⊙ \| \| \| 168 \| Hamm (Westf) Hbf ⊙ \| ICE, IC \| \| \| 153 \| Kamen ⊙ \| Kamen ⊙ \| \| \| 137 \| Dortmund Hbf ⊙ \| EST, ICE, IC \| \| \| 119 \| Bochum Hbf ⊙ \| ICE, IC \| \| \| 112 \| Wattenscheid ⊙ \| Wattenscheid ⊙ \| \| \| 103 \| Essen Hbf ⊙ \| EST, ICE, IC \| \| \| 94 \| Mülheim (Ruhr) Hbf ⊙ \| ICE, IC \| \| \| 84 \| Duisburg Hbf ⊙ \| EST, ICE, IC \| \| \| 67 \| Düsseldorf Flughafen ⊙ \| ICE, IC \| \| \| 60 \| Düsseldorf Hbf ⊙ \| EST, ICE, IC \| \| \| 58 \| Düsseldorf-Bilk (seit 18.03.2022) \| Düsseldorf-Bilk (seit 18.03.2022) \| \| \| 49 \| Neuss Hbf (seit 12/2016) \| ICE, IC \| \| \| 33 \| Dormagen (seit 12/2016) \| Dormagen (seit 12/2016) \| \| \| 11 \| Köln Hbf (seit 12/2016) \| EST, ICE, IC \| \| \| 10 \| Köln Messe/Deutz (nur NVZ, teilw., bis 12/2023) \| ICE, IC \| \| \| 0 \| Köln/Bonn Flughafen (seit 12/2016) \| ICE, IC \| | |                                                 |                                   |
| | 280 | Minden (Westf) ⊙                                | ICE, IC                           |
| Haltepunkt / Haltestelle | 274 | Porta Westfalica ⊙                              | Porta Westfalica ⊙                |
| Haltepunkt / Haltestelle | 265 | Bad Oeynhausen ⊙                                | IC                                |
| Bahnhof | 259 | Löhne (Westf) ⊙                                 | Löhne (Westf) ⊙                   |
| Bahnhof | 249 | Herford ⊙                                       | ICE, IC                           |
| Bahnhof | 235 | Bielefeld Hbf ⊙                                 | ICE, IC                           |
| Bahnhof | 217 | Gütersloh Hbf ⊙                                 | ICE, IC                           |
| Bahnhof | 208 | Rheda-Wiedenbrück ⊙                             | Rheda-Wiedenbrück ⊙               |
| Bahnhof | 198 | Oelde ⊙                                         | Oelde ⊙                           |
| Bahnhof | 189 | Neubeckum ⊙                                     | Neubeckum ⊙                       |
| Bahnhof | 179 | Ahlen (Westf) ⊙                                 | Ahlen (Westf) ⊙                   |
| Haltepunkt / Haltestelle | 171 | Hamm-Heessen⊙                                   | Hamm-Heessen⊙                     |
| Bahnhof | 168 | Hamm (Westf) Hbf ⊙                              | ICE, IC                           |
| Bahnhof | 153 | Kamen ⊙                                         | Kamen ⊙                           |
| Bahnhof mit S-Bahn-Halt | 137 | Dortmund Hbf ⊙                                  | EST, ICE, IC                      |
| Bahnhof mit S-Bahn-Halt | 119 | Bochum Hbf ⊙                                    | ICE, IC                           |
| Haltepunkt / Haltestelle | 112 | Wattenscheid ⊙                                  | Wattenscheid ⊙                    |
| Bahnhof mit S-Bahn-Halt | 103 | Essen Hbf ⊙                                     | EST, ICE, IC                      |
| Bahnhof mit S-Bahn-Halt | 94 | Mülheim (Ruhr) Hbf ⊙                            | ICE, IC                           |
| Bahnhof mit S-Bahn-Halt | 84 | Duisburg Hbf ⊙                                  | EST, ICE, IC                      |
| Bahnhof mit S-Bahn-Halt | 67 | Düsseldorf Flughafen ⊙                          | ICE, IC                           |
| Bahnhof mit S-Bahn-Halt | 60 | Düsseldorf Hbf ⊙                                | EST, ICE, IC                      |
| Bahnhof mit S-Bahn-Halt | 58 | Düsseldorf-Bilk (seit 18.03.2022)               | Düsseldorf-Bilk (seit 18.03.2022) |
| Bahnhof mit S-Bahn-Halt | 49 | Neuss Hbf (seit 12/2016)                        | ICE, IC                           |
| Bahnhof mit S-Bahn-Halt | 33 | Dormagen (seit 12/2016)                         | Dormagen (seit 12/2016)           |
| Bahnhof mit S-Bahn-Halt | 11 | Köln Hbf (seit 12/2016)                         | EST, ICE, IC                      |
| ehemaliger Bahnhof mit S-Bahn-Halt | 10 | Köln Messe/Deutz (nur NVZ, teilw., bis 12/2023) | ICE, IC                           |
| | 0 | Köln/Bonn Flughafen (seit 12/2016)              | ICE, IC                           |

Der Rhein-Weser-Express ist ein Regional-Express-Zuglauf in Nordrhein-Westfalen, der Städte Westfalens (unter anderem Minden, Bielefeld und Hamm) mit dem Ruhrgebiet (insbesondere Dortmund, Bochum, Essen und Duisburg) und dem Rheinland (Düsseldorf, Neuss und Köln) verbindet.
Bis zum Fahrplanwechsel im Dezember 2016 hieß der Zuglauf noch Westfalen-Express und endete bereits in Düsseldorf Hauptbahnhof.

## Geschichte
Der NRW-Express (RE 1) war eine der ersten Regional-Express-Linien und verkehrte anfangs mit fünf und zwischenzeitlich bis zu acht Doppelstockwagen von Bielefeld über Dortmund, Düsseldorf und Köln nach Aachen. Vorläufer des heutigen Rhein-Weser-Express waren werktägliche Zwischenzüge des NRW-Express, die zur Taktverdichtung zwischen Bielefeld und Dortmund dienten. Zu dessen Entlastung wurde dann auf dem Abschnitt Bielefeld – Düsseldorf am 24. Mai 1998 der Westfalen-Express (damals noch mit der Liniennummer RE 11) eingerichtet.
Zum Fahrplanwechsel 2002 erfolgte eine Verlängerung dieses Zuglaufs von Düsseldorf über Dortmund und Bielefeld hinaus bis Minden, verbunden damit wurde die Liniennummer in RE 6 geändert. Im Gegenzug wurde der schlechter ausgelastete Abschnitt des NRW-Express zwischen Bielefeld und Hamm abgetrennt, damit sollte insbesondere die Pünktlichkeit der gesamten Linie verbessert werden. Für die Strecke Bielefeld – Minden bedeutete der neue Westfalen-Express montags bis freitags eine Verdoppelung des Nahverkehrsangebots.
Als Vorlaufbetrieb für den Rhein-Ruhr-Express wurde zum Fahrplanwechsel am 13. Dezember 2015 die Linie RE 6a in Betrieb genommen. Diese verband Düsseldorf Hauptbahnhof erstmals regelmäßig mit dem Flughafen Köln/Bonn und bediente dabei Unterwegshalte in Neuss Hauptbahnhof, Dormagen, Köln Hauptbahnhof sowie einzelne Züge auch Köln Messe/Deutz.
Diese Interims-Linie wurde im Stundentakt planmäßig mit elektrischen Triebzügen der Baureihe 425 in Doppeltraktion befahren. Grund für die vorläufige Getrenntführung von RE 6 und RE 6a war die fehlende Notbremsüberbrückung der auf der Linie RE 6 (Minden – Düsseldorf) eingesetzten Doppelstockwagen, welche die Flughafenschleife Köln nicht befahren dürfen.
Zum Fahrplanwechsel im Dezember 2016 wurde der Wagenpark durch nachgerüstete Doppelstockzüge ersetzt, der RE 6 bis Köln/Bonn Flughafen verlängert und die Linie RE 6a eingestellt. Der RE 6 trägt seit der Verlängerung den Namen Rhein-Weser-Express.

## Zuglauf
Der Rhein-Weser-Express befährt insgesamt neun Eisenbahnstrecken:
- die Bahnstrecke Hamm–Minden durchgehend (gemeinsam mit allen Zügen des Regional- und Fernverkehrs auf den vom Güterverkehr abgesetzten Gleisen der viergleisigen Strecke.)
- die Bahnstrecke Dortmund–Hamm durchgehend (gemeinsam mit allen Zügen des Regional- und Fernverkehrs)
- die Bahnstrecke Dortmund–Duisburg durchgehend (Fernverkehrsgleise, gemeinsam mit allen Zügen des Regional- und Fernverkehrs),
- die Bahnstrecke Köln–Duisburg zwischen Duisburg und Düsseldorf.
Auf diesem vier- bis sechsgleisigen Abschnitt benutzt der Rhein-Weser-Express die sogenannten Ortsgleise oder die S-Bahn-Gleise, ebenso wie der Rhein-Haard-Express RE 2, der Rhein-Emscher-Express RE 3, der Rhein-Hellweg-Express RE 11, der Rhein-IJssel-Express RE 19 und abschnittsweise auch die S-Bahn. Nur der NRW-Express RE 1 und der Rhein-Express RE 5 benutzen hier die Fernverkehrsgleise.
- die Bahnstrecke Mönchengladbach–Düsseldorf zwischen Düsseldorf und Neuss (gemeinsam mit weiteren Zügen des Regionalverkehrs),
- die Linksniederrheinische Strecke zwischen Neuss und Köln (gemeinsam mit Zügen des Regional- und S-Bahn- und Güterverkehrs).
- die Hohenzollernbrücke zwischen Köln Hbf und Köln Messe/Deutz (gemeinsam mit allen Zügen des Regional- und Fernverkehrs),
- die Siegstrecke zwischen Köln Messe/Deutz und der Abzweigstelle Köln Flughafen Nordwest (gemeinsam mit allen Zügen des Regional- und Fernverkehrs),
- die Flughafenschleife Köln bis zum Köln/Bonner Flughafen (gemeinsam mit allen Zügen des Regional-, S-Bahn- und Fernverkehrs).

Ähnlich wie der Rhein-Emscher-Express befährt der Rhein-Weser-Express einen weiten Teil der Stammstrecke der Köln-Mindener Eisenbahn-Gesellschaft, zwischen Dortmund und Duisburg benutzt er allerdings die besser ausgebaute und zentraler gelegene Ruhrgebietsstrecke der Bergisch-Märkischen Eisenbahn-Gesellschaft und zwischen Düsseldorf und Köln die Linksniederrheinische Strecke.

## Zugangebot

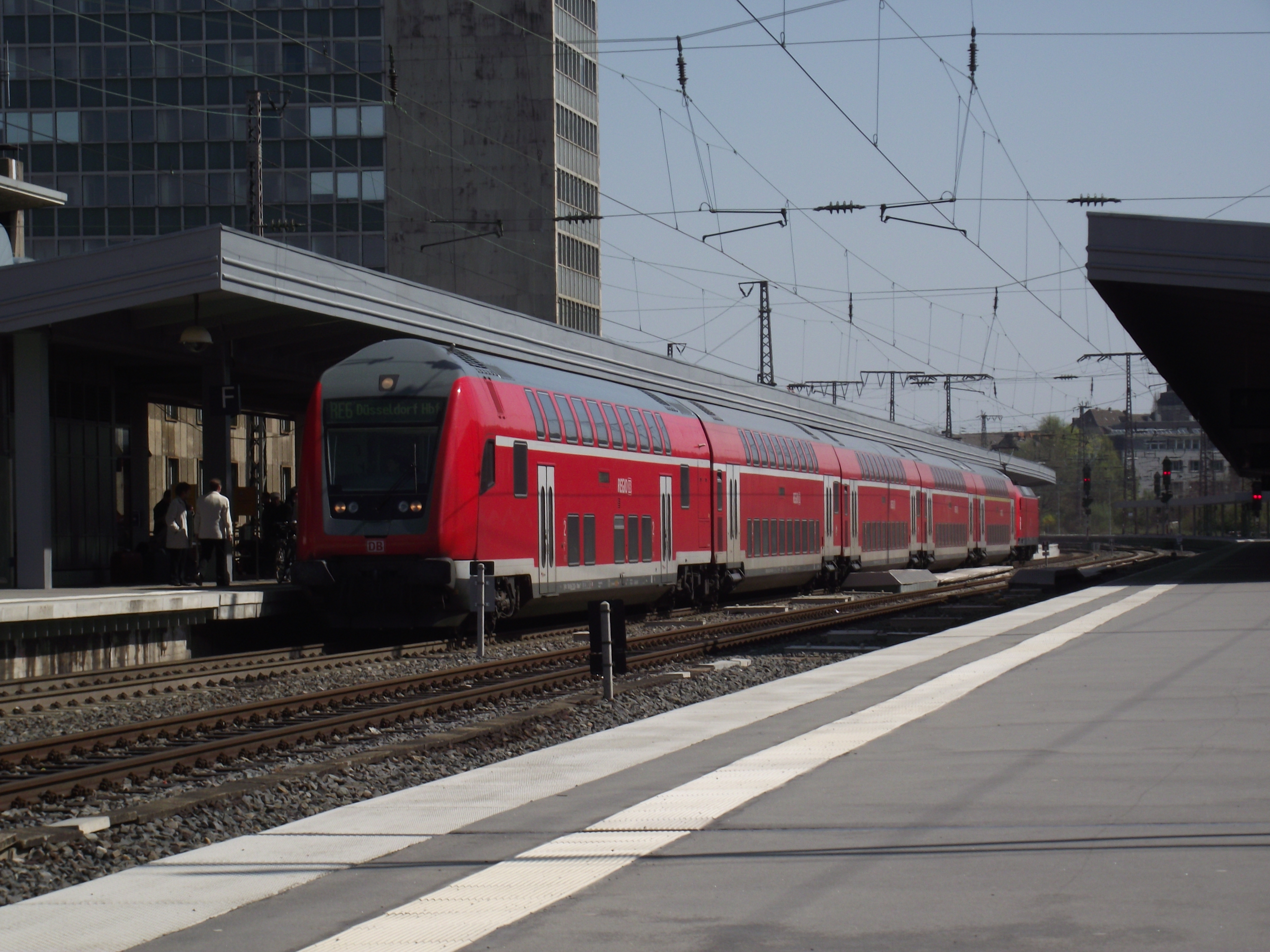
RE 6 in Essen Hauptbahnhof nach Düsseldorf

Der Rhein-Weser-Express verkehrt seit dem Fahrplanwechsel im Dezember 2016 tagsüber im Stundentakt von Minden nach Köln/Bonn Flughafen, seit dem Fahrplanwechsel im Dezember 2010 auch als Vollangebot auf der gesamten Linie von 7 Uhr bis 22 Uhr. Bis zum Fahrplanwechsel Dezember 2010 gab es jedoch in Tagesrandlagen auch einzelne Züge mit den Wendepunkten Dortmund, Hamm und Bielefeld.
Verdichtet wird der Takt auf Teilabschnitten durch den NRW-Express und den Rhein-Hellweg-Express zwischen Hamm und Duisburg, durch die Ems-Börde-Bahn RB 69 zwischen Bielefeld und Hamm, Weser-Leine-Express RE 70 und Porta-Express RE 78 zwischen Bielefeld und Minden.
Der RE 6 verläuft auf einem großen Abschnitt parallel zu S-Bahnlinien. Er wird seit Dezember 2019 von National Express betrieben, die Desiro-HC-Züge in der RRX-Lackierung einsetzen. Die fahrplanmäßige Höchstgeschwindigkeit von 160 km/h kann auf weiten Abschnitten ausgefahren werden.
Der Rhein-Weser-Express ist in Köln, Neuss, Düsseldorf, Duisburg, Essen, Dortmund, Hamm, Bielefeld, Herford, Löhne und Minden mit dem übrigen Nahverkehrsnetz in Nordrhein-Westfalen bzw. Niedersachsen verknüpft. Zudem sichert er an einem Teil der Halte direkte Anschlüsse an den Fernverkehr.

## Ausschreibung der Strecke
An der Bestellung sind drei Zweckverbände in Nordrhein-Westfalen, der Verkehrsverbund Rhein-Ruhr (VRR), der Zweckverband Nahverkehr Westfalen-Lippe (NWL) und der Zweckverband Nahverkehr Rheinland (NVR) beteiligt.
Gemäß Qualitätsbericht 2007 des VRR hatten die Zugfahrten der RE 6 im Jahre 2007 eine durchschnittliche Verspätung von 3,6 Minuten und liegen damit etwas über dem Durchschnitt der RE-Linien in NRW. Die Quote der nicht vorhersehbaren Ausfälle lag bei circa 1,75 % aller Zugfahrten, womit sich der RE 6 ungefähr im Mittelfeld der RE-Linien in NRW bewegt.
Der große Verkehrsvertrag, auf dessen Grundlage die Linie zwischen Dortmund und Düsseldorf betrieben wurde, wurde vom VRR am 12. Juni 2008 fristlos gekündigt, seitdem betrieb die DB ihn auf diesem Ast auf Basis einer Auferlegung. Am 19. Dezember 2008 entschied das Verwaltungsgericht Gelsenkirchen, dass die Kündigung des „großen Verkehrsvertrages“ rechtswidrig gewesen sei. Die nordrhein-westfälischen Aufgabenträger haben einen gemeinsamen Ausschreibungsfahrplan vorgelegt, wonach die Linie RE 6 gemeinsam mit dem RE 5 Rhein-Express ausgeschrieben werden soll. Betriebsaufnahme für den RE 6 war der 11. Dezember 2016.
Im Rahmen der sogenannten Rhein-Ruhr-Express Interimsvergabe wurden die Leistungen vom Dezember 2016 bis zur Inbetriebnahme der Rhein-Ruhr-Express-Fahrzeuge durch DB Regio erbracht.
Seit dem Fahrplanwechsel im Dezember 2019 wird der Rhein-Weser-Express von der National Express Rail GmbH mit Fahrzeugen vom Typ Desiro HC betrieben.